# Diffa (département)
Diffa est un département du sud-est du Niger situé dans la région de Diffa.

## Géographie

### Administration
Diffa est un département de 7 563 km² de la région de Diffa.

Son chef-lieu est Diffa.
Son territoire se décompose en:
- Communes urbaines : Diffa.
- Communes rurales : Bosso, Chétimari, Gueskérou, Toumour.

### Situation

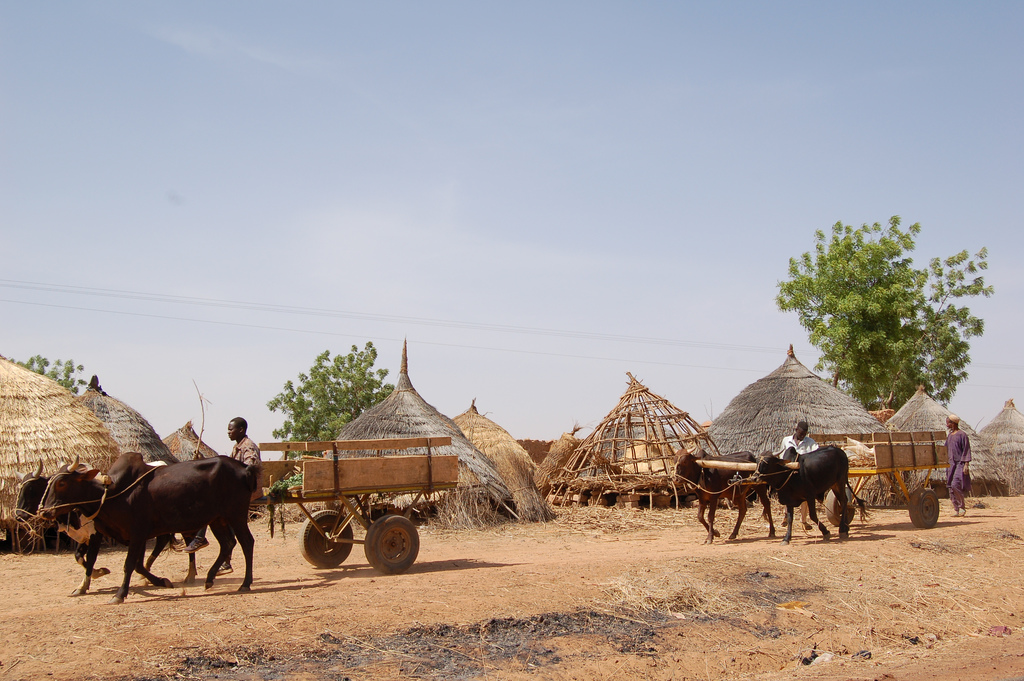
Chars à bœufs à Diffa.

Le département de Diffa est entouré par :
- au nord : le département de N’Guigmi,
- à l'est : le Tchad,
- au sud : le Nigéria,
- à l'ouest : le département de Maïné-Soroa.

Il s'étend à l'est jusqu'aux rives du lac Tchad.

## Population
Lors du 4e recensement réalisé en 2012, la population départementale est relevée à 159 722 habitants. L'accroissement annuel moyen pendant la période inter-censitaire atteint 3,3 %, il est inférieur à la moyenne nationale qui est de 3,9 %.

## Économie
Les principales activités économiques sont l'agriculture, l'élevage, la pêche et le commerce.